# Maison bruxelloise

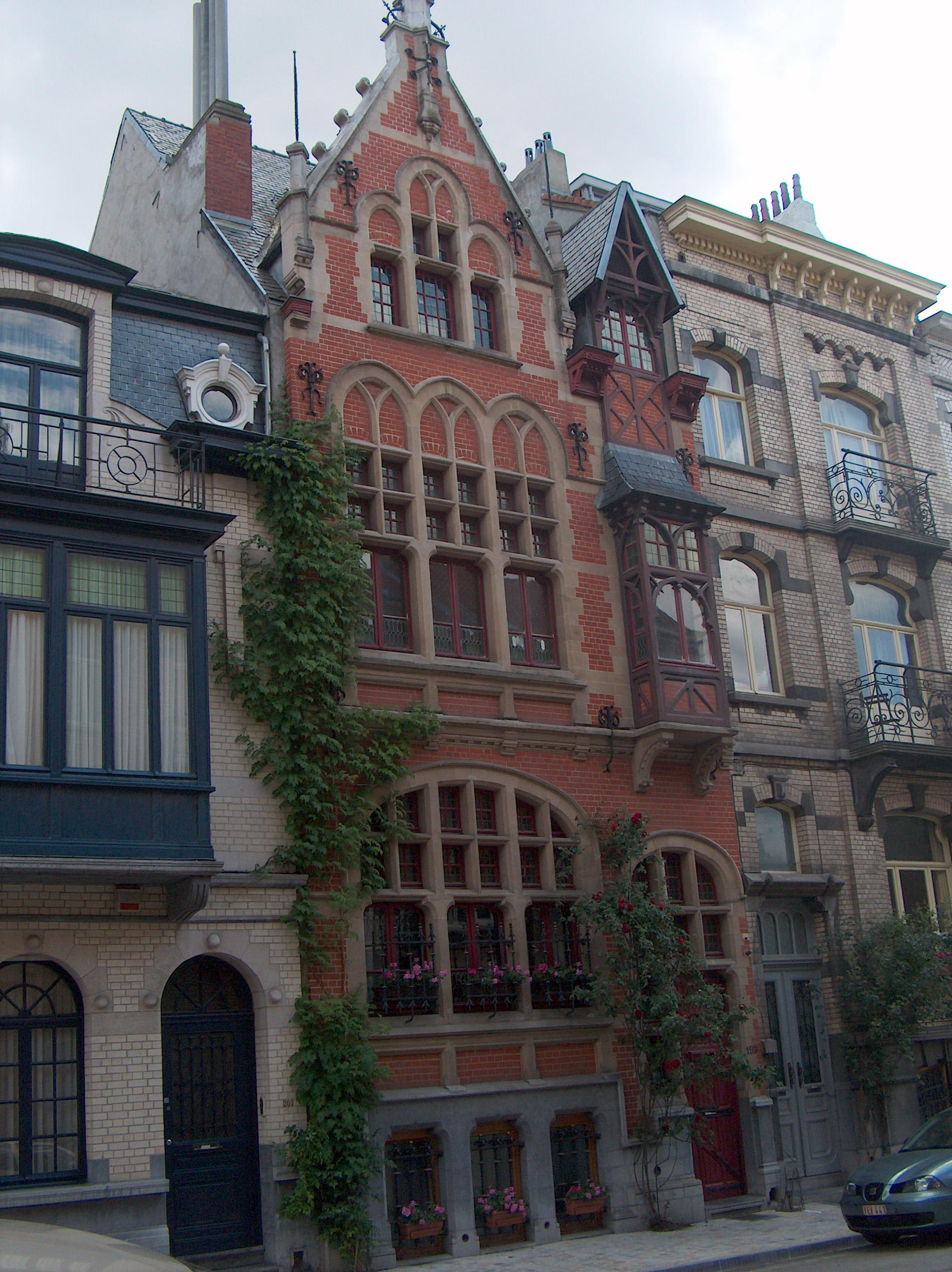
Une rue d'Etterbeek (Bruxelles).

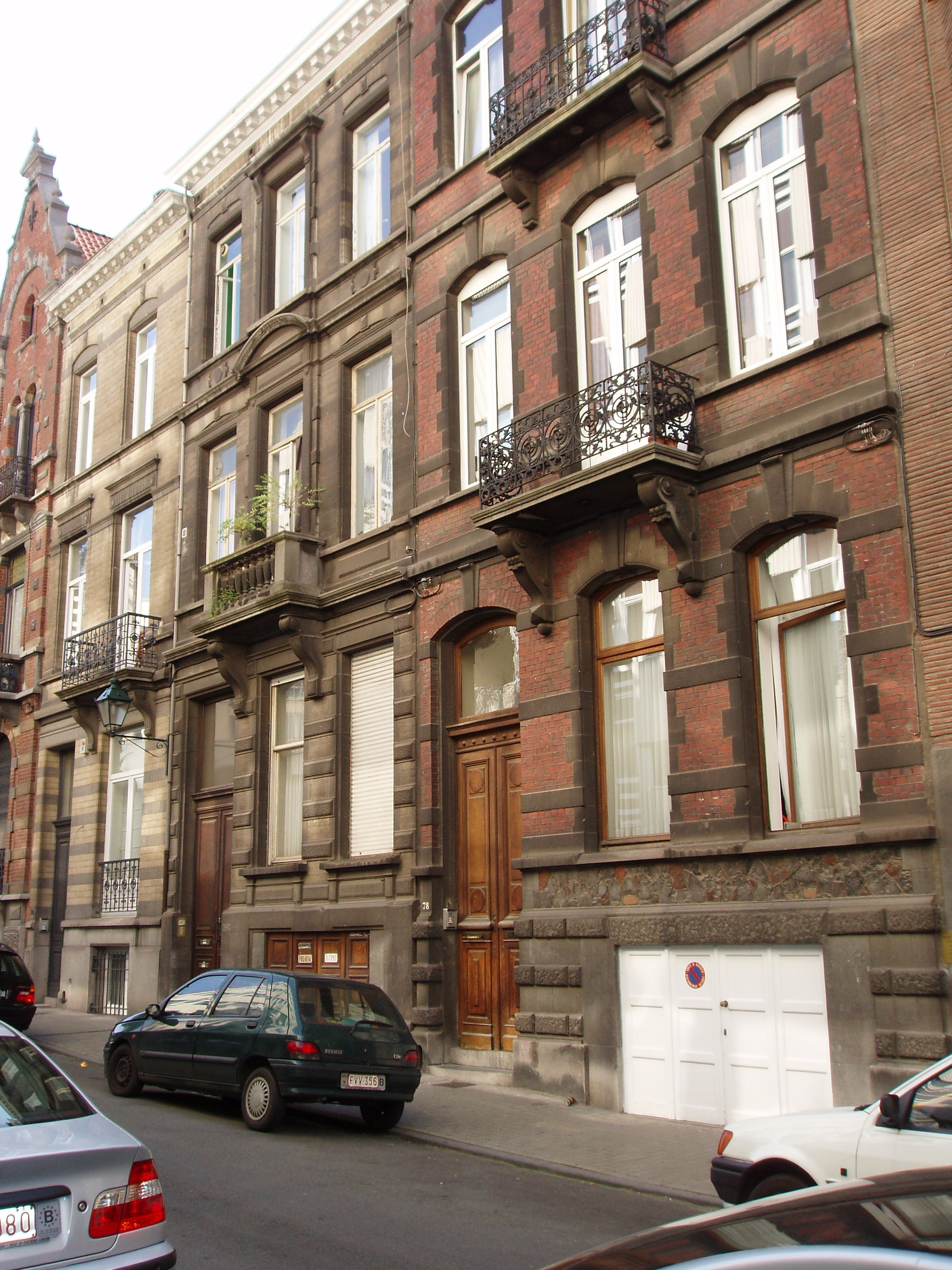
La rue Berckmans avec son enfilade de maisons bruxelloises.

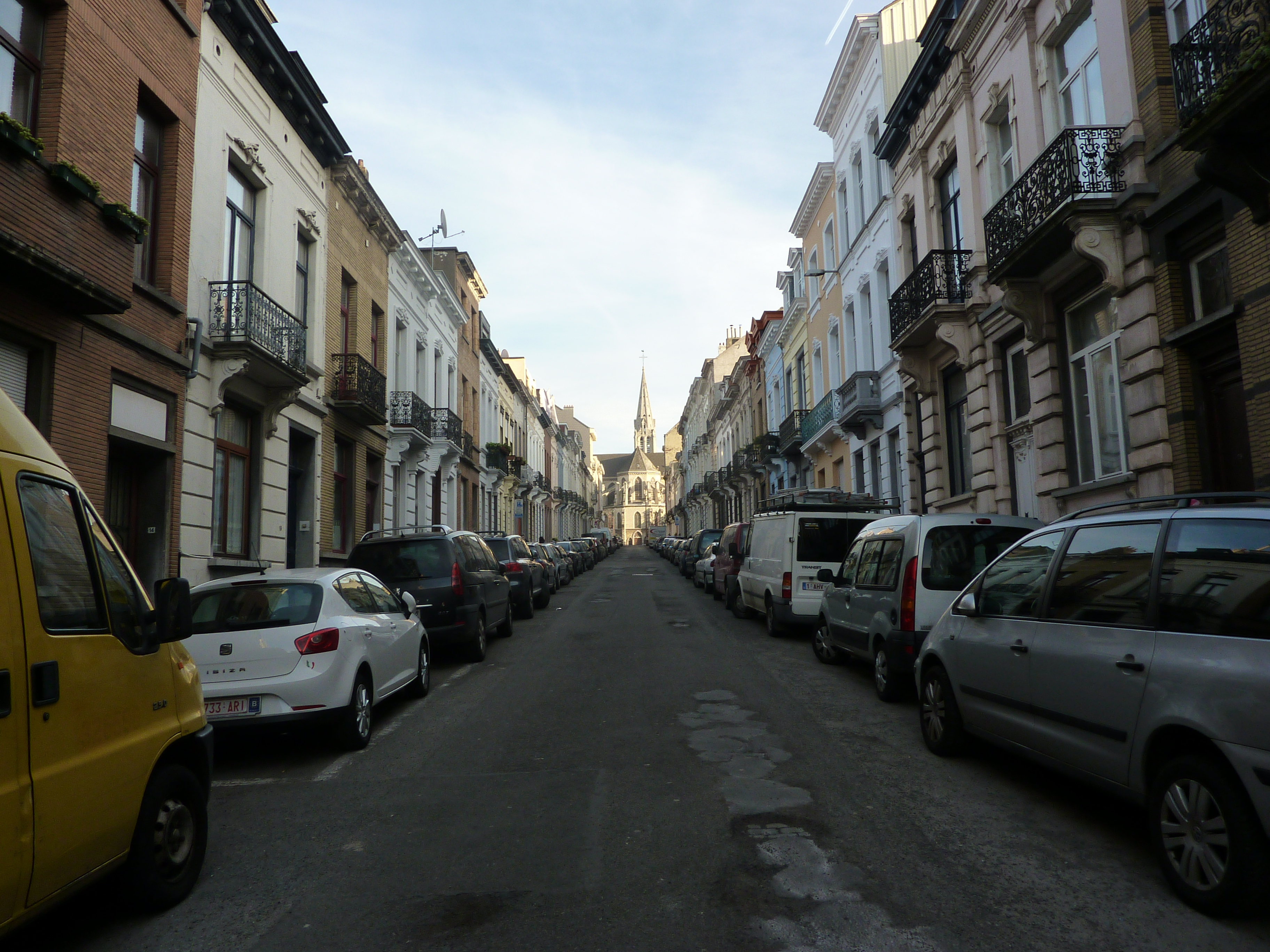
Une rue de Schaerbeek.

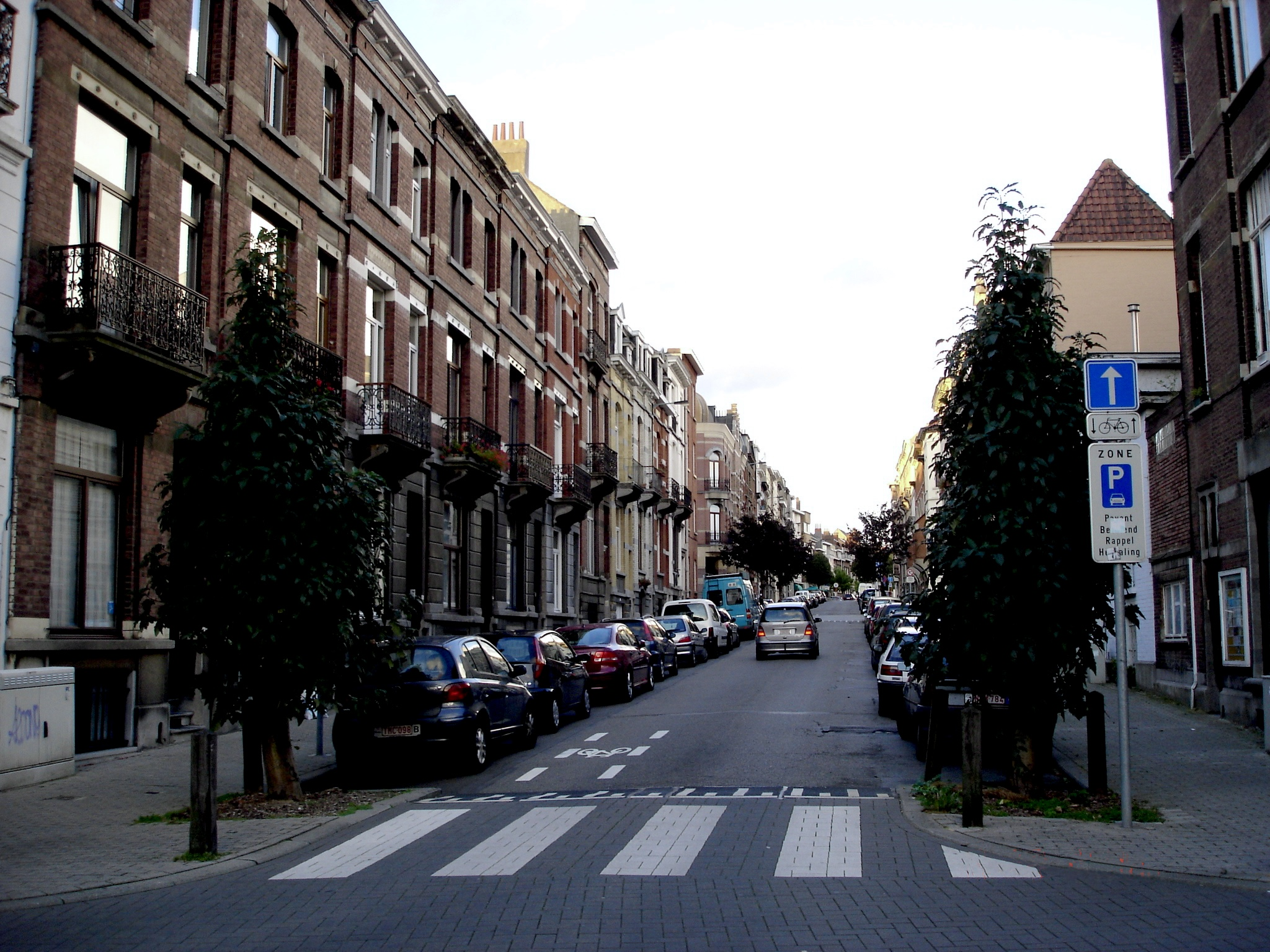
Maisons bruxelloises en enfilade, présentant un aspect identique, répétitif et dépourvues d'ornements architecturaux, exemple de constructions d' architectes-entrepreneurs.

Le terme maison bruxelloise peut désigner un type particulier de maisons construites de 1850 environ aux premières décennies du XXe siècle, bien présent à Bruxelles, et dont le modèle, de structure semblable mais d'aspect sans cesse différent, s'est répété à l'envi et a donné aux rues bruxelloises leur caractère actuel. Cependant, on en retrouve dans la plupart des villes belges dont les quartiers périphériques ont été urbanisés dans la seconde moitié du XIXe siècle : Charleroi, Mons, Liège, Gand, Anvers... ainsi que dans le nord de la France, à Lille notamment.

## Les créateurs de la maison bruxelloise
Ce fut toute une génération enthousiaste de jeunes architectes qui, émules les uns des autres, participant aux divers mouvements artistiques, ont créé la maison bruxelloise, et peuvent être considérés comme les modeleurs de la ville. Leurs clients étaient pour la plupart des particuliers qui investissaient leurs économies pour se construire leur maison personnelle ou parfois dans une activité de promotion immobilière à petite échelle. Le succès de la "maison bruxelloise" est donc à trouver dans la convergence des aspirations d'une clientèle et des compétences d'une profession.
Parmi eux l'on compte Georges Dhaeyer, Ernest Blerot, Édouard Elle, Dominique Fastré, Émile Janlet, Guillaume Löw, Fernand Symons, Jacques Van Mansfeld, Henri Van Massenhove, Armand Van Waesberghe, Fernand Stiernet et tant d'autres.
À côté de ces maisons à l'architecture élaborée, il y avait également des constructions émanant d'architectes-entrepreneurs, constructeurs qui lotissaient des terrains, y dessinaient et édifiaient eux-mêmes des maisons destinées à la vente. Les maisons bruxelloises construites par des architectes-entrepreneurs sont souvent faites en série avec des matériaux simples selon un modèle semblable et dépourvues d'ornements architecturaux, ce qui permet de les distinguer dans l'enfilade des rues.

## L'agrandissement de Bruxelles
La création du royaume de Belgique en 1830 suivi d'un développement économique qui classa rapidement ce pays parmi les plus industrialisés du monde et l'accroissement qui s'ensuivit de la population de la capitale Bruxelles obligèrent dès la seconde moitié du XIXe siècle cette ville à s'étendre largement au-delà de l'ex-périmètre de ses remparts dans les nouvelles communes périphériques. Ce mouvement s'accrut dès les années 1860, à la suite de l'abolition de l'octroi qui empêchait jusqu'alors la libre circulation entre le centre de la ville et sa périphérie. La ville fut progressivement entourée d'une première ceinture de faubourgs, puis d'une seconde dont l'urbanisation s'achèvera après la seconde guerre mondiale.
Vers la même époque également sortaient des écoles d'art et d'architecture de nombreux artistes, architectes, peintres, décorateurs, sculpteurs, orfèvres, céramistes, verriers, artisans dans de multiples spécialités, brûlant du désir de créer et de semer partout la beauté. Des notions telles que "Esthétique des villes", que l'on qualifierait désormais d'urbanisme, et "Arts appliqués à la rue" que l'actuelle réflexion sur le mobilier urbain prolonge plus ou moins, sont effectivement nées à cette époque.
En même temps le pays était dirigé par une classe politique cultivée et amie des arts et ambitionnant de donner au pays une gloire artistique à la hauteur de la notoriété des anciens Pays-Bas, dont on situait alors l'âge d'or en matière artistique aux XVIe et XVIIe siècles. Cette période, considérée comme le vivier au sein duquel il s'agissait de puiser l'énergie créatrice affaiblie au cours des siècles, fut qualifiée de "Renaissance flamande", ou bien encore de "Style Rubens". Si de nombreux autres styles ont inspiré les architectes belges, depuis le Moyen Âge redécouvert par Viollet-le-Duc jusqu'à des modèles plutôt exotiques, aucun n'aura marqué la production architecturale aussi durablement que cette redécouverte de l'architecture flamande, nourrie d'influences italiennes.
Cette triple et rare conjoncture allait dans un espace très bref de haute créativité - 1880 à 1914 - métamorphoser de fond en comble l'espace bâti et transformer en ville les terres vierges environnantes.

## Structure de la maison bruxelloise
Cette maison bruxelloise classique, qui existait à côté de l'hôtel de maître - la villa relevant d'une typologie caractéristique des zones péri-urbaines - et dont des milliers de modèles ont encore survécu à la bruxellisation, présente une structure semblable mais une décoration et un style sans cesse différents, au point que l'on peut dire qu'elles témoignent pour la plupart d'une grande originalité. Certaines constituent cependant des ensembles, aux compositions plus ou moins répétitives.
Lointainement inspirée par la maison urbaine médiévale mitoyenne, parfois mais assez improprement qualifiée de maison espagnole, étroite et ouverte sur la rue, elle en a métamorphosé les espaces qui se composent désormais d'une cage d'escalier latérale, d'une cuisine de cave, d'un rez-de-chaussée surélevé comportant deux ou trois pièces en enfilade (salon, salle à manger éventuellement prolongée par une pièce de détente généralement qualifiée de "véranda"), donnant sur un jardin emmuré, invisible de l'extérieur mais faisant de Bruxelles une des villes les plus vertes d'Europe. Deux étages supérieurs, traditionnellement de deux pièces et de vastes greniers, complètent cette structure élémentaire qui peut être agrandie à souhait comme un meuble gigogne grâce à la présence d'annexes abritant des espaces secondaires ou techniques : office, toilettes, salle de bain, dégagements...
Cette structure en alignement de rue, est traitée selon divers styles inspirés de l'étude historique de l'architecture, soit selon un choix clair (on parlera alors d'historicisme), soit en mêlant divers styles (il s'agira dès lors d'éclectisme). L'Art nouveau à l'extrême fin du XIXe siècle, puis le style Beaux-Arts au début du XXe siècle offriront les ultimes variations de cette typologie qui, répétée sans être répétitive, est devenue désormais la marque qui distingue Bruxelles et quelques autres villes belges de nombreuses autres cités d'Europe.

## Le déclin de la maison bruxelloise
La maison de type bruxellois fut encore construite jusqu'à l'entre-deux-guerres, période durant laquelle elle sera de plus en plus efficacement concurrencée par des logements de plain-pied, proposés à la clientèle dans des immeubles modernes pourvus d'équipements collectifs tels que le chauffage central, l'ascenseur, le vide-ordures, les garages pour automobiles...
La loi sur la copropriété de 1924 n'est pas étrangère au succès de cette nouvelle manière d'habiter : désormais, il est possible d'acquérir un bien dans un immeuble dont on n'est pas propriétaire en totalité. Cette nouvelle possibilité constituera un incitant majeur à l'abandon de la maison unifamiliale désormais jugée inconfortable, surtout depuis la raréfaction du personnel de maison après la première guerre mondiale.
La maison bruxelloise était conçue pour être unifamiliale, malgré les grandes surfaces disponibles. L'emplacement des "commodités", entre deux étages, ont incité à penser qu'elles étaient mal conçues. À l'époque de leur création, elles répondaient pourtant aux aspiration de leurs occupants auxquels elles offraient un confort bien supérieur à la moyenne dans d'autres villes d'Europe, puisqu'elles disposaient de l'eau courante depuis le milieu du XIXe siècle, étaient obligatoirement équipées de water-closets et disposaient pour la plupart d'une salle de bains. Les plus richement dotées étaient chauffées au moyen d'un système de chauffage central à air chaud, les systèmes à eau chaude n'étant pas encore au point. Les autres étaient plus simplement équipées de poêles au charbon de type continu, qui pouvaient brûler 24 heures sans nécessiter de recharge. Les cuisines étaient situées dans les caves et la gestion de vastes espaces rendaient presque indispensable la présence d'une servante.
Ainsi, elle fut progressivement supplantée par l'immeuble à appartement plus adapté à une nouvelle classe moyenne aimant un certain confort.
Quant aux classes aisées bruxelloises c'est à partir de l'entre-deux-guerres qu'elles commencèrent à préférer la villa à trois ou quatre façades et alla s'installer dans les zones encore peu urbanisées situées à proximité directe de Bruxelles (Uccle, Boitsfort, Auderghem, Koekelberg, Ganshoren...), accélérant de ce fait l'urbanisation de la seconde ceinture de faubourgs.

## Survie et avenir de la maison bruxelloise
Ayant perdu sa fonction de maison unifamiliale, la maison bruxelloise, quand elle n'est pas remise en valeur, est souvent découpée en appartements ou en chambres de logements parfois précaires et victime de modernisations de bric et de broc.